# المؤتمر الوطني البديل
المؤتمر الوطني البديل هو حزب سياسي في ليبيريا.

## التاريخ
تأسس الحزب في 17 أغسطس 2013، بعد التسجيل في المفوضية الوطنية للانتخابات. فاز الحزب بمقعد واحد في انتخابات مجلس الشيوخ لعام 2014، حيث فاز دانيال ناتهن الأب في مقاطعة غباربولو.

## روابط خارجية
- الموقع الرسمي